# Bitwa o Labuan
Bitwa o Labuan – starcie zbrojne stoczone pomiędzy siłami alianckimi i japońskimi na wyspie Labuan u wybrzeży Borneo w czerwcu 1945 roku. Bitwa była częścią australijskiej inwazji na Borneo Północne i została zainicjowana przez siły alianckie w ramach planu zdobycia obszaru Zatoki Brunei i przekształcenia go w bazę do wspierania przyszłych ofensyw.
Po kilku tygodniach ataków powietrznych i krótkim ostrzale z morza żołnierze australijskiej 24 Brygady wylądowali na Labuanie z amerykańskich i australijskich okrętów 10 czerwca. Australijczycy szybko zdobyli port i główne lotnisko wyspy. Znacznie mniej liczebny garnizon japoński był skoncentrowany głównie na ufortyfikowanych pozycjach wewnątrz Labuanu i stawiał niewielki opór podczas lądowania. Początkowe australijskie próby przebicia się przez japońską pozycję w pierwszych dniach po inwazji nie powiodły się, a obszar zajmowany przez Japończyków został poddany silnemu bombardowaniu. Japońskie siły dywersyjne również próbowały zaatakować pozycje alianckie 21 czerwca, ale zostały odparte. Później tego samego dnia siły australijskie zaatakowały japońską linię obrony. W kolejnych dniach australijskie patrole po kolei wybiły lub pojmały pozostałe japońskie oddziały na wyspie. Łącznie 389 japońskich żołnierzy zginęło na Labuanie, a zaledwie 11 zostało pojmanych. Australijskie straty wyniosły 34 zabitych i 93 rannych.
Zdobywszy wyspę, siły alianckie przekształciły Labuan w znaczącą bazę w regionie. 24 Brygada opuściła wyspę, aby zdobyć wschodni brzeg Zatoki Brunei pod koniec czerwca, a lotnisko na wyspie zostało naprawione i rozbudowane, tak by pomieścić jednostki Royal Australian Air Force. Podczas okupacji Labuanu alianci musieli odbudować infrastrukturę wyspy i zapewnić pomoc tysiącom cywilów, którzy zostali pozbawieni dachu nad głową w wyniku bombardowań przed inwazją. Po wojnie na Labuanie utworzono duży cmentarz wojskowy należący do Commonwealth War Graves Commission.

## Tło

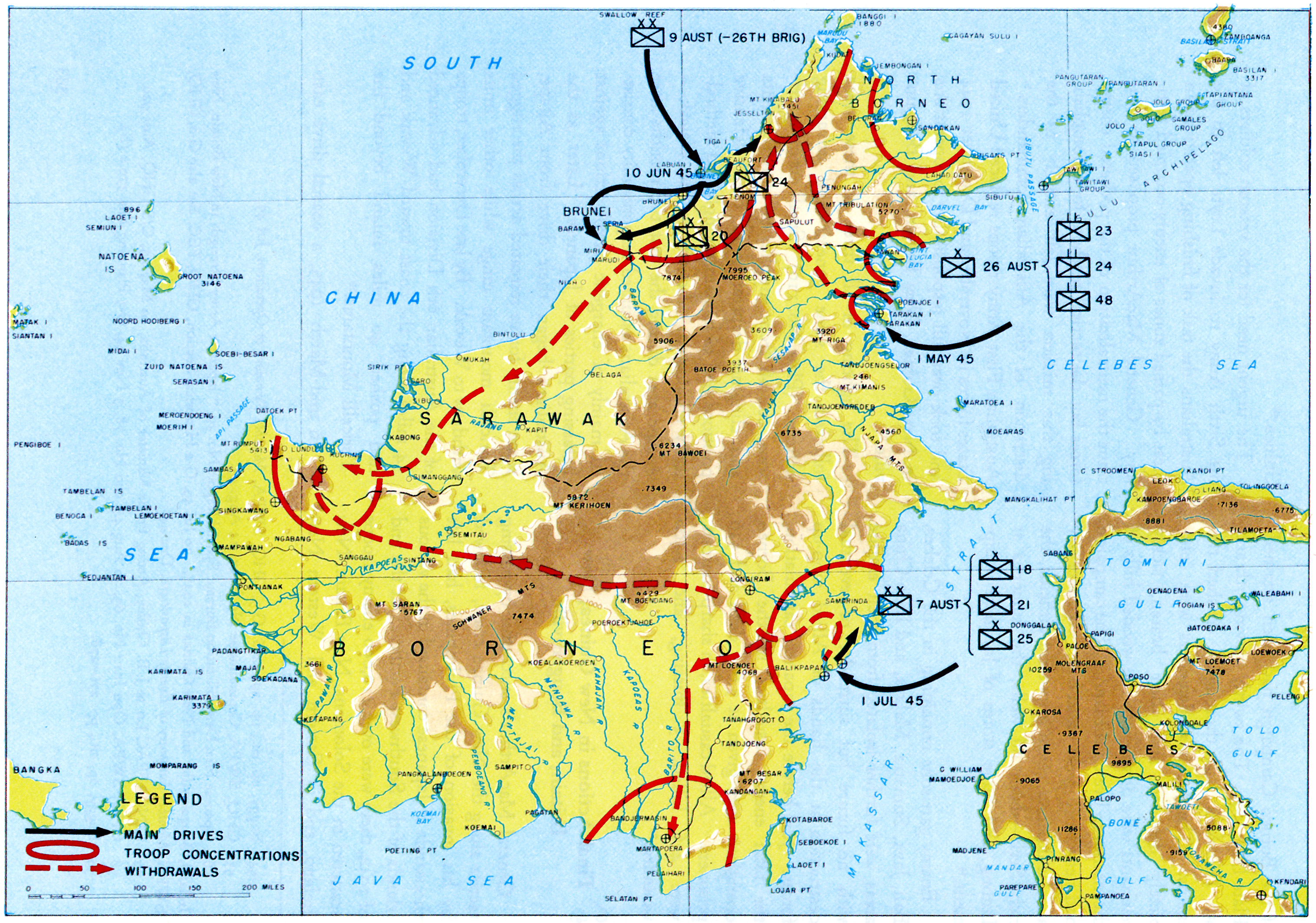
Mapa Borneo pokazująca postępy kampanii w połowie 1945 roku. Wyspa Labuan znajduje się u północno-zachodniego wybrzeża Borneo

Labuan to mała wyspa położona u ujścia Zatoki Brunei o powierzchni 91 km². Przed wojną na Pacyfiku stanowiła część administrowanych przez Brytyjczyków Straits Settlements i miała populację liczącą 8960 osób. Na południowym wybrzeżu wyspy znajdowało się miasto Victoria, które przylegało do portu Victoria Harbour, z populacją 8500 osób i ograniczoną infrastrukturą portową. Oprócz 1400 metrowej plaży tuż na wschód od Victorii, wybrzeże było otoczone koralowcami.
3 stycznia 1942 roku siły japońskie zdobyły Labuan bez przeszkód podczas bitwy o Borneo. Japończycy rozwinęli na wyspie dwa lotniska (Labuan i Timbalai), które zostały zbudowane przez robotników zwerbowanych z regionów Lawas i Terusan na głównej wyspie Borneo. Ludność wyspy również była poddawana surowej polityce okupacyjnej. Po tym, jak japońskie siły stłumiły bunt w mieście Jesselton pod koniec 1943 roku, któremu przewodzili cywile pochodzenia chińskiego, 131 rebeliantów było przetrzymywanych na Labuanie. Tylko dziewięciu z nich przeżyło i zostało wyzwolonych przez siły australijskie w 1944 roku. Do połowy 1944 na Borneo stacjonowało niewiele japońskich jednostek bojowych.
W marcu 1945 roku I Korpus Armii Australijskiej, którego głównymi elementami bojowymi były doświadczone 7. i 9 Dywizja, otrzymał zadanie wyzwolenia Borneo. Planowanie ofensywy trwało przez następne tygodnie. Chociaż inwazja na obszar Zatoki Brunei nie była częścią początkowego planu, dodano ją na początku kwietnia po anulowaniu proponowanego lądowania na Jawie. Głównym celem ataku na Zatokę Brunei było stworzenie z niej bazy dla Brytyjskiej Floty Pacyfiku (BPF) i przejęcie kontroli nad polami naftowymi oraz plantacjami kauczuku na tym obszarze. Labuan miał zostać rozwinięty jako baza lotnicza i stanowić część szeregu strategicznych pozycji, które umożliwiłyby aliantom kontrolowanie mórz u wybrzeży okupowanych przez Japończyków, między Singapurem a Szanghajem.
Chociaż wyzwolenie obszaru Brunei zostało autoryzowane przez amerykańskie Kolegium Połączonych Szefów Sztabów, nie poparł go Komitet Szefów Sztabów Wielkiej Brytanii. Brytyjskie kierownictwo nie chciało, aby BPF została odciągnięta od głównego teatru działań u wybrzeży Japonii i wolało utworzyć bazę dla floty na Filipinach. W odpowiedzi na sugestię Kolegium Szefów Sztabów, że Zatoka Brunei mogłaby wspierać przyszłe operacje w Azji Południowo-Wschodniej, Komitet Szefów Sztabów uznał, że tworzenie tam obiektów zajęłoby zbyt dużo czasu, zwłaszcza że Singapur mógłby zostać odbity do czasu ich ukończenia.

## Przygotowania

### Plany aliantów
Plany inwazji na Borneo znacznie ewoluowały w kwietniu. Początkowo ofensywa miała rozpocząć się 23 kwietnia lądowaniem brygady z 6 Dywizji na wyspie Tarakan, u wschodnich wybrzeży Borneo. Następnie 9 Dywizja miała zaatakować Balikpapan, a potem Banjarmasin w południowo-wschodnim Borneo. Pozycje te miały być użyte do wsparcia inwazji na Jawę przez pozostałą część I Korpusu. Po odwołaniu ataku na Jawę, postanowiono wykorzystać dwie brygady 7 Dywizji w Zatoce Brunei, a I Korpus prowadził na tej podstawie dalsze przygotowania. Jednak 17 kwietnia kwatera główna gen. Douglasa MacArthura (której podlegał I Korpus) zamieniła role 7. i 9 Dywizji. Zgodnie z tym ostateczny plan ataku na Borneo zakładał, że jedna z brygad 9 Dywizji wyląduje na wyspie Tarakan 29 kwietnia (później lądowanie przełożono na 1 maja), a pozostała część dywizji dokona inwazji na obszar Zatoki Brunei 23 maja. 7 Dywizja miała zaatakować Balikpapan 1 lipca. Kampania na Borneo została oznaczona jako faza „Oboe” ofensywy aliantów przez południowe Filipiny w kierunku Holenderskich Indii Wschodnich, a lądowania na Tarakanie, w Zatoce Brunei i Balikpapan zostały oznaczone odpowiednio jako operacje Oboe Jeden, Sześć i Dwa.

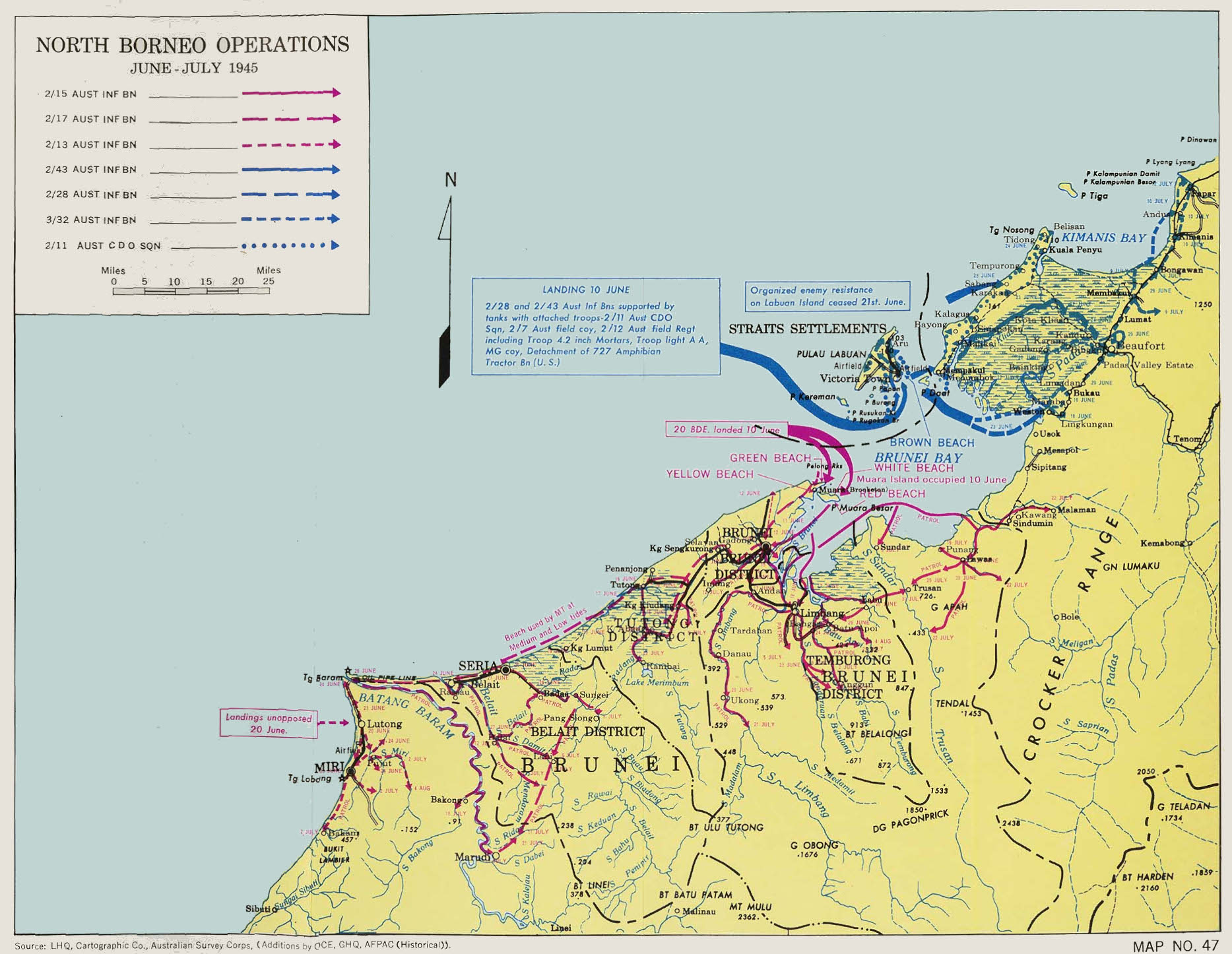
Mapa pokazująca ruchy głównych australijskich jednostek piechoty w Północnym Borneo w czerwcu i lipcu 1945 roku. Labuan to wyspa na czubku niebieskiej strzałki

9 Dywizja rozpoczęła przemieszczanie się z Australii na wyspę Morotai w Holenderskich Indiach Wschodnich, skąd miała zostać skierowana do kampanii na Borneo, w marcu 1945 roku. Dywizja brała udział w licznych walkach w Afryce Północnej i na Nowej Gwinei, a jej oficerowie i żołnierze byli dobrze wyszkoleni do operacji desantowych i walki w dżungli. Jednakże 9 Dywizja była wyłączona z akcji od początku 1944 roku, co doprowadziło do niskiego morale wśród jej jednostek bojowych. Do operacji w Zatoce Brunei przydzielono dużą liczbę jednostek wsparcia, logistyki i Royal Australian Air Force (RAAF), zwiększając jej liczebność do ponad 29 000 osób (w tym 1097 służących w jednostkach amerykańskich i brytyjskich).
Ostateczne przygotowania do lądowania w rejonie Zatoki Brunei miały miejsce w maju 1945 roku. Po tym, jak niedobory środków transportu opóźniły ruch I Korpusu z Australii na Morotai, kwatera główna zgodziła się 8 maja na przełożenie operacji z 23 maja na 10 czerwca. Personel 9 Dywizji ukończył swoje plany operacyjne w rejonie Zatoki Brunei 16 maja. 24 Grupie Brygadowej przydzielono odpowiedzialność za zdobycie Labuanu, a 20 Grupie Brygadowej powierzono zadanie zajęcia Brunei i wyspy Muara. Obie brygady miały wylądować jednocześnie rano 10 czerwca. Inwazja na region Zatoki Brunei miała być poprzedzona atakami na japońskie bazy i infrastrukturę transportową w zachodniej i północnej części Borneo przez amerykańskie i australijskie jednostki lotnicze, a także trzydniowymi operacjami oczyszczania z min samej zatoki.
24 Grupą Brygadową dowodził bryg. Selwyn Porter. Jego głównymi jednostkami bojowymi do operacji na Labuanie były 2/28. i 2/43. bataliony, 2/11. szwadron komandosów i 2/12 Pułk Polowy. Ponadto szwadron z 2/9 Pułku Pancernego (wyposażony w czołgi Matilda II), kompania 2/2. batalionu karabinów maszynowych oraz szereg jednostek inżynieryjnych, sygnałowych i logistycznych stanowiły część grupy brygadowej. Grupa 13 oficerów z British Borneo Civil Affairs Unit (BBCAU) została również przydzielona do 24 Brygady i miała za zadanie przywrócić rządy kolonialne na wyspie oraz dystrybuować zaopatrzenie dla jej ludności cywilnej. Trzeci batalion piechoty 24 Brygady, 2/32. batalion, został przydzielony do rezerwowych sił 9 Dywizji. Porter i dowódca 2/28. batalionu, ppłk Hugh Norman, mieli trudne relacje, które przekładały się na utrudnioną współpracę pomiędzy ich kwaterami głównymi. Porter rozważał zwolnienie Normana z dowództwa przed lądowaniem na Labuanie, uważając, że ten jest wyczerpany i niezdolny do skutecznego dowodzenia swoim batalionem, ale zrezygnował z tego po tym, jak Norman złożył emocjonalny apel, aby pozostać na swoim stanowisku.

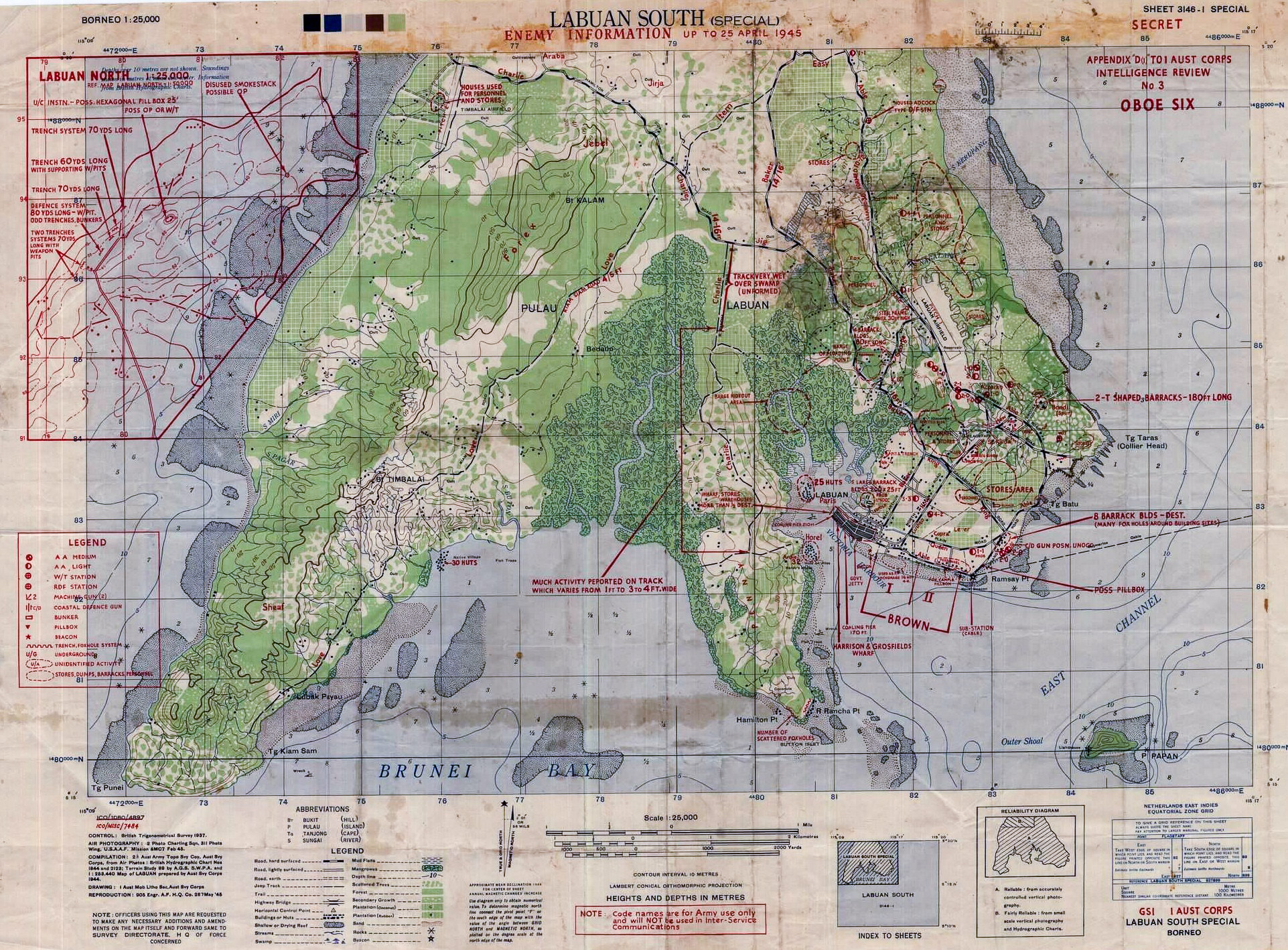
Mapa aliancka południowego Labuanu oznaczona plażami inwazyjnymi i szacunkami pozycji japońskich z kwietnia 1945 roku

Plany zdobycia Labuanu zakładały, że dwa bataliony piechoty 24 Grupy Brygadowej miały wylądować jednocześnie na plaży w pobliżu Victorii (oznaczonej jako Brown Beach) o 9:15 rano, przy czym 2/28. batalion miał wylądować na zachodnim brzegu plaży, a 2/43. na wschodzie. 2/11. eskadra komandosów miała być początkowo trzymana w rezerwie na pokładzie okrętów. Cele grupy brygadowej obejmowały zajęcie przyczółka, zdobycie głównego lotniska (znajdującego się na północ od Victorii i oznaczone jako „pas nr 1” przez Australijczyków), zniszczenie japońskiego garnizonu i przygotowanie się do dalszych operacji na wschodnim brzegu Zatoki Brunei. Priorytetem było szybkie otworzenie portu i lotniska, aby te mogły być wykorzystywane do wsparcia innych operacji.
Porter spodziewał się, że walki o główne cele rozpoczną się wkrótce po lądowaniu i postanowił rozpocząć wyładowywanie artylerii i ciężkich moździerzy zaraz za falami szturmowymi piechoty, tuż przed przybyciem czołgów na brzeg. 2/28. batalion został początkowo przydzielony do zajęcia Victorii i wzgórza Flagstaff na północy, podczas gdy 2/43. batalion miał za zadanie zdobycie lotniska. Gdyby obszary te znalazły się w rękach Australijczyków, 2/28. batalion zająłby zachodnią część wyspy, podczas gdy 2/11. eskadra komandosów zdobyłaby zachodni brzeg portu Victoria. Z powodu niedoborów kadrowych w armii australijskiej wszystkie elementy 9 Dywizji otrzymały rozkaz zminimalizowania strat podczas kampanii na Borneo, a dowódcy jednostek mieli polegać w dużym stopniu na dostępnym wsparciu lotniczym i artyleryjskim podczas operacji. Australijczycy oszacowali, że japoński garnizon na Labuanie składa się z 650 osób, w tym 400 żołnierzy obsługi lotniska, 100 żołnierzy marynarki wojennej i 150 innych pracowników linii komunikacyjnych

### Przygotowania japońskie
W miarę jak alianci zbliżali się do Borneo, w drugiej połowie 1944 roku wysłano z Japonii dodatkowe jednostki, a we wrześniu utworzono 37 Armię, aby koordynować obronę wyspy. W grudniu 1944 roku japońscy oficerowie sztabowi wywnioskowali, że prawdopodobne jest, iż wojska australijskie zostaną wysadzone w strategicznych punktach na wschodnim i zachodnim wybrzeżu Borneo około marca następnego roku (w tym czasie spodziewali się również, że siły Stanów Zjednoczonych wyzwolą Filipiny). W związku z tym kilka japońskich jednostek stacjonujących w północno-wschodnim Borneo otrzymało rozkaz marszu na zachodnią stronę wyspy. Manewr ten przebiegał powoli ze względu na odległości i zakłócenia spowodowane atakami powietrznymi aliantów.
Do czerwca 1945 roku na Labuanie stacjonowało około 550 japońskich żołnierzy. Główną jednostką na wyspie był 371. samodzielny batalion piechoty (prawie w całości, z wyjątkiem jednej kompanii zlokalizowanej w innym miejscu) o sile około 350 żołnierzy. Batalion ten stanowił część 56 Samodzielnej Brygady Mieszanej, która przybyła do Tawao w północno-wschodnim Borneo z Japonii w lipcu 1944 roku z sześcioma batalionami piechoty. Na początku 1945 roku kwatera główna brygady, 371. samodzielny batalion piechoty i trzy inne bataliony przemaszerowały przez wyspę, aby wziąć odpowiedzialność za obronę obszaru Zatoki Brunei. Wielu żołnierzy 56 Samodzielnej Brygady Mieszanej zachorowało podczas marszu, a wszystkie cztery bataliony bojowe były znacznie poniżej swojej etatowej siły w momencie przybycia do Zatoki Brunei. W czerwcu 1945 roku 371. samodzielnym batalionem piechoty dowodził kpt. Shichiro Okuyama. Oddział około 50 ludzi ze 111. batalionu lotniczego również znajdował się na Labuanie, wraz z około 150 ludźmi przydzielonymi do innych małych jednostek. Zgodnie z japońską doktryną garnizon Labuanu nie przygotowywał się do walki z siłami desantowymi aliantów, gdy tylko te wylądują na wyspie. Zamiast tego budował pozycje obronne w głębi wyspy. Dokumenty zdobyte przez australijskich żołnierzy podczas walk na Labuanie wskazywały, że Okuyama otrzymał instrukcje, aby podjąć próbę wycofania swoich sił z wyspy, gdyby bitwa okazała się przegrana.

## Bitwa

### Operacje przed inwazją

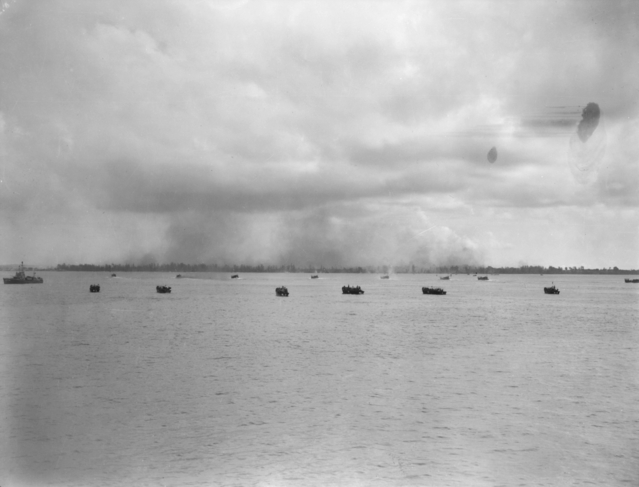
Okręty wsparcia zmierzające w kierunku Victorii i Brown Beach, aby pomóc 24 Brygadzie w lądowaniu na Labuanie

Australijskie i amerykańskie jednostki lotnicze rozpoczęły ataki przed inwazją na północne Borneo pod koniec maja. Pierwszy atak na obszar Zatoki Brunei miał miejsce 3 maja i obejmował nalot na miasto Victoria na Labuanie. Przeprowadzono wiele kolejnych ataków w celu zniszczenia japońskich lotnisk i innych obiektów na północno-zachodnim i północno-wschodnim Borneo. Plany inwazji na Zatokę Brunei określały, że lądowanie będzie wspierane przez samoloty bazujące na Tarakanie, ale opóźnienia w odbudowie lotniska na tej wyspie uniemożliwiły to i zmniejszyły skalę bombardowania przed inwazją.
Trałowce United States Navy rozpoczęły działania w Zatoce Brunei 7 czerwca, a flotylla czterech krążowników i siedmiu niszczycieli (w tym australijski krążownik lekki i niszczyciel) służyła jako siły osłonowe. Operacja trałowania min zakończyła się sukcesem, chociaż USS „Salute” uderzył w minę 8 czerwca i zatonął, tracąc czterech członków załogi. Zespoły do przeszukiwania podwodnego zbadały wszystkie plaże desantowe 9 czerwca w poszukiwaniu przeszkód, które mogłyby utrudnić lądowanie barek desantowych. Zespoły wyznaczone do usuwania przeszkód u wybrzeży Labuanu zostały zdemaskowane przez nieautoryzowany atak na wyspę przeprowadzony przez siły amerykańskich ciężkich bombowców B-24 Liberator. Po lądowaniu 10 czerwca samoloty amerykańskiej 13 Armii Lotniczej lecące z bazy na wyspie Palawan na Filipinach zapewniały bezpośrednie wsparcie lotnicze dla sił na Labuanie, do czasu, kiedy jednostki RAAF stacjonujące na wyspie nie będą gotowe do przejęcia tego zadania.

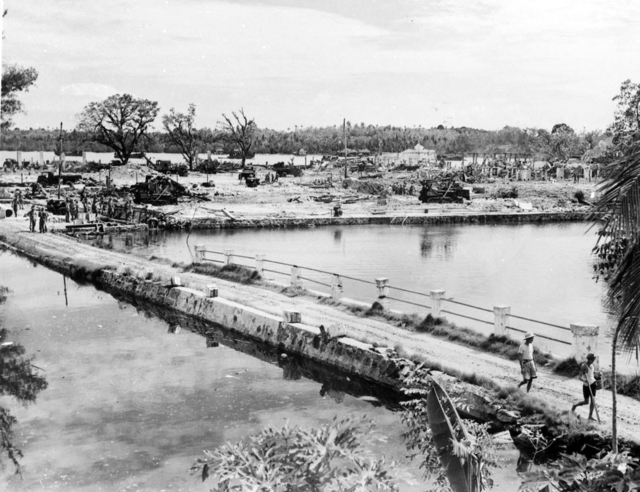
Pozostałości zabudowań w Victorii po ataku samolotów i okrętów wojennych aliantów

Australijski Services Reconnaissance Department (SRD) zbierał również informacje wywiadowcze na temat Labuanu i innych części obszaru Zatoki Brunei w maju. Pierwszego dnia miesiąca kilka samolotów PBY Catalina przewożących personel SRD przeleciało nad Labuanem. Samoloty te później wylądowały w pobliżu dwóch łodzi proa używanych przez miejscową ludność cywilną, aby porozmawiać z ich załogami; dwóch żeglarzy zostało przetransportowanych do bazy alianckiej w celu dalszego przesłuchania. 15 maja dwóch Malajów pracujących dla SRD zostało wysadzonych w Zatoce Brunei przez Catalinę i popłynęło na Labuan na pokładzie proa. Agenci ci zrekrutowali miejscowego cywila z Labuanu, a następnie grupa została ewakuowana przez Catalinę w pobliżu wioski Kampong Mengalong na Borneo 19 maja. Informacje wywiadowcze uzyskane podczas tych operacji zapewniły Australijczykom dobre zrozumienie geografii i infrastruktury Labuanu. Ponadto cywile, którzy zostali zrekrutowani przez zespół SEMUT 2 SRD (zrzucony na spadochronach na Borneo w kwietniu), dostarczyli informacji wywiadowczych na temat wielkości i ruchów garnizonu Labuanu.
Pod koniec maja 9 Dywizja zaokrętowała się w Morotai na okręty, które miały przetransportować ją do Zatoki Brunei i przeprowadziła próby przed lądowaniem. Z powodu niedoboru środków transportu dostępne jednostki były mocno obciążone, a wielu żołnierzy było zmuszonych znosić ciasnotę i gorąco przez dziesięć dni przed lądowaniem. Australijski historyk Gavin Long napisał później, że dla wielu żołnierzy warunki te „były tak samo niewygodne, jak każde z doświadczeń, które nastąpiło później” podczas kampanii. 24 Grupa Brygadowa była transportowana przez różne okręty desantowe: dwa duże australijskie okręty desantowe piechoty HMAS „Manoora” i „Westralia”, a także transportowiec USS „Titania”, LSD USS „Carter Hall”, dziesięć LST, pięć LCI i siedem LSM z United States Navy (patrz: alianckie środki desantowe w II wojnie światowej). Łącznie 38 małych LCVP i 26 LCM zostało również przydzielonych do lądowania brygady po jej przybyciu u wybrzeży Labuanu. Ze względu na rafy koralowe otaczające wyspę, fale szturmowe lądowały w LVT amerykańskiego 727. batalionu pojazdów amfibijnych. Konwój przewożący 9 Dywizję opuścił Morotai 4 czerwca i przybył do Zatoki Brunei przed świtem 10 czerwca. Główna część konwoju zakotwiczyła u wybrzeży Labuanu, a reszta udała się w kierunku Brunei. Pojedynczy japoński samolot zrzucił bombę w pobliżu dwóch okrętów transportowych u wybrzeży Labuanu o 6:51, ale nie wyrządził żadnych szkód.

### Lądowanie

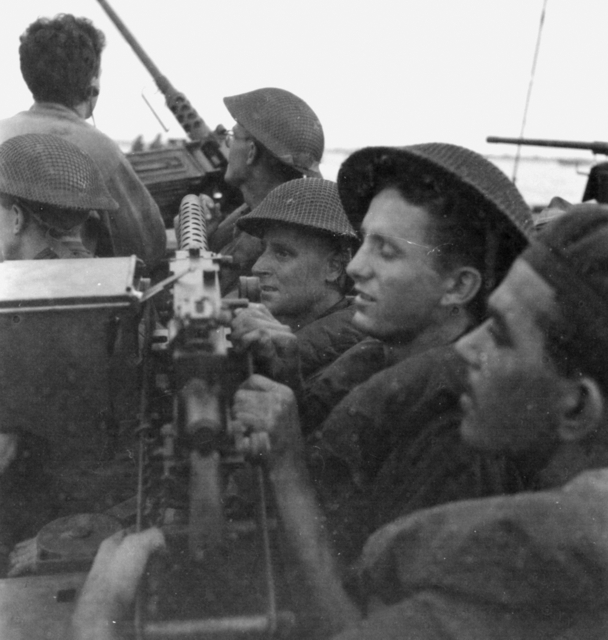
Żołnierze z 2/43. batalionu na pokładzie LVT podczas lądowania na Labuanie 10 czerwca

Lądowanie wojsk szturmowych na Labuanie przebiegło pomyślnie. Flota aliancka rozpoczęła bombardowanie obszaru lądowania o 8:15 rano, a siedem australijskich B-24 Liberatorów zrzuciło bomby przeciwpiechotne na obszar za planowanym przyczółkiem. Żadne oddziały japońskie nie przeciwstawiły się siłom szturmowym dwóch batalionów, gdy te przybyły na brzeg w LVT, a lądowanie późniejszych fal piechoty i czołgów również przebiegło bezproblemowo. 2/43. batalion szybko posuwał się na północ i zdobył pas nr 1 wieczorem 10 czerwca. Niektórzy japońscy żołnierze próbowali bronić obszaru lotniska, a 2/43. batalion twierdził, że zabił 23 Japończyków za cenę straty tylko czterech rannych Australijczyków.
Kompania z 2/28. batalionu zdobyła Victorię wkrótce po przybyciu na brzeg, a batalion po raz pierwszy napotkał opór na wzgórzu Flagstaff o 10:45. Jedna z kompanii batalionu zdobyła wzgórze, podczas gdy pozostałe kompanie kontynuowały natarcie. 2/28. batalion napotykał na coraz większy opór w miarę upływu dnia, szczególnie na zachód od swojego obszaru odpowiedzialności. Po południu 10 czerwca batalion starł się z japońskimi wojskami na obszarze na zachód od wzgórza Flagstaff (na skrzyżowaniu Callaghan i MacArthur Roads), a piechota była wspierana przez czołgi i moździerze; Australijczycy naliczyli 18 zabitych Japończyków do końca dnia i stracili kilku zabitych oraz rannych w tej walce. Po otrzymaniu od cywilów informacji, że na półwyspie Hamilton, który stanowił zachodnią stronę portu Victoria, nie stacjonował ani jeden Japończyk, oddział z 2/11. eskadry komandosów wylądował w tym rejonie 10 czerwca i zajął go, nie napotykając oporu.
Po południu 10 czerwca grupa starszych oficerów, w tym gen. Douglas MacArthur, jego dowódca lotnictwa gen. George Kenney oraz Australijczycy gen. por. Leslie Morshead i wicemarszałek lotnictwa William Bostock (szef dowództwa RAAF), przeprowadzili inspekcję przyczółka na Labuanie. MacArthur nalegał na zobaczenie australijskich żołnierzy w akcji, więc grupa odwiedziła piechurów z 2/43. batalionu przed ich wymarszem. Australijczycy właśnie zabili dwóch japońskich żołnierzy, a w rejonie wciąż trwały walki, gdy przybyli tam MacArthur i inni generałowie. Proces rozładunku zaopatrzenia z floty inwazyjnej w dniu 10 czerwca przebiegał szybko, a statki zaczęły odpływać na Morotai już po południu 11 czerwca.

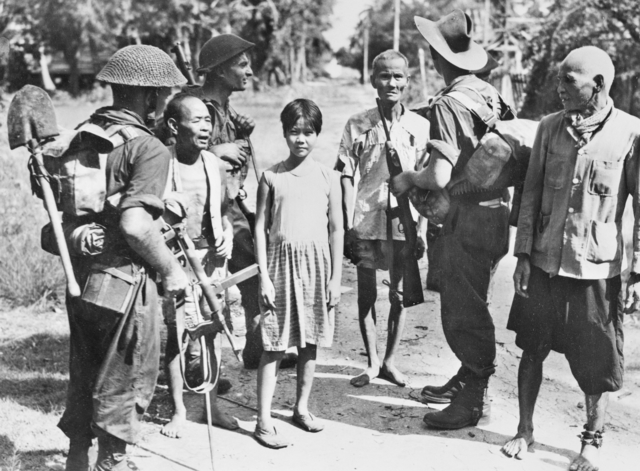
Australijscy żołnierze z cywilami na Labuanie

Celem 24 Brygady na dzień 11 czerwca było zajęcie terenu lotniska. 2/43. batalion patrolował teren na północ i zachód od lotniska w ciągu dnia, napotykając jedynie niewielki opór. Natomiast 2/28. batalion (który miał za zadanie wkroczyć do wnętrza Labuanu) napotkał okopane siły japońskie i wtedy stało się jasne, że stoi naprzeciwko głównych sił garnizonu wyspy. Norman manewrował swoimi kompaniami, aby wyprzeć Japończyków, ale tempo natarcia było powolne. Inżynierowie lotniska z 62 Skrzydła RAAF wylądowali na wyspie 11 czerwca, aby rozpocząć pracę nad przywróceniem pasa nr 1 do służby; odbudowa lotniska rozpoczęła się następnego dnia.
Na podstawie walk 11 czerwca Porter ocenił, że Japończycy wycofują się do umocnionych pozycji położonych na północ od Victorii i około 1 kilometra na zachód od lotniska. 12 czerwca nakazał dwóm batalionom patrolowanie tego obszaru. 2/43. batalion patrolował wnętrze Labuanu na zachód od pasa nr 1, ale zlokalizował tylko jedną japońską pozycję. Pozycja ta została zaatakowana i zniszczona tego dnia przez kompanię C z 2/43. batalionu wspieraną przez trzy czołgi. 2/28. batalion wysłał patrole w kierunku obszaru umocnionego, a kompania wspierana przez oddział czołgów napotkała silny opór, gdy posuwała się na zachód wzdłuż szlaku w kierunku MacArthur Road. 2/11. szwadron komandosów również posunął się na północ i połączył się z elementami 2/43. batalionu w pobliżu centrum Labuanu późnym popołudniem. Główne radio 371. samodzielnego batalionu piechoty zostało zniszczone podczas ataku powietrznego 12 czerwca, odcinając jednostkę od kwatery głównej 37 Armii. W wyniku patrolu, pod koniec dnia 12 czerwca lokalizacja japońskiej pozycji była dość dobrze znana siłom australijskim. Straty 24 Grupy Brygadowej do tego momentu wyniosły 18 zabitych i 42 rannych, a Australijczycy uważali, że zginęło co najmniej 110 Japończyków. 2/32. batalion również wylądował na Labuanie 12 czerwca, ale pozostawał w rezerwie dywizji.
13 i 14 czerwca 24 Grupa Brygadowa kontynuowała operacje mające na celu zmuszenie japońskiego garnizonu do opuszczenia umocnionej pozycji — nazwanej przez Australijczyków „kieszenią”. 2/43. batalion zajął awaryjny pas startowy w Timbalai na zachodnim wybrzeżu Labuanu 13 czerwca, a elementy 2/28. batalionu kontynuowały natarcie na zachód do „kieszeni” wzdłuż MacArthur Road. Kompania z 2/28. batalionu przeprowadziła kolejny atak na „kieszeń” następnego dnia po tym, jak 2/12 Pułk Polowy wystrzelił 250 pocisków na ten obszar, ale została zmuszona do wycofania się, ponieważ nie była w stanie przełamać silnego oporu. Pod koniec dnia 14 czerwca Australijczycy uznali, że poza „kieszenią” wyspa jest już bezpieczna. Porter ocenił, że atak na tę pozycję będzie musiał zostać przeprowadzony przy użyciu dobrze skoordynowanych sił. Zadanie to zostało w dużej mierze przydzielone 2/28. batalionowi, podczas gdy 2/43. batalion został użyty do patrolowania wyspy.
Po lądowaniu oddział BBCAU i 24 Grupa Brygadowa stanęły przed poważnym wyzwaniem humanitarnym. Ataki powietrzne i morskie aliantów zniszczyły niemal wszystkie budynki na Labuanie, pozbawiając dachu nad głową dużą liczbę cywilów. W ciągu kilku dni od inwazji około 3000 lokalnych mieszkańców zostało zakwaterowanych w kompleksie na przyczółku. Oddział BBCAU nie był w stanie pomóc tak wielu ludziom, a 24 Grupa Brygadowa musiała przydzielić żołnierzy, aby zająć się cywilami i przetransportować zaopatrzenie. Ci spośród miejscowych, którzy pracowali dla przedwojennego brytyjskiego rządu kolonialnego, natychmiast dołączyli do nowej administracji.

### Zniszczenie japońskiego garnizonu

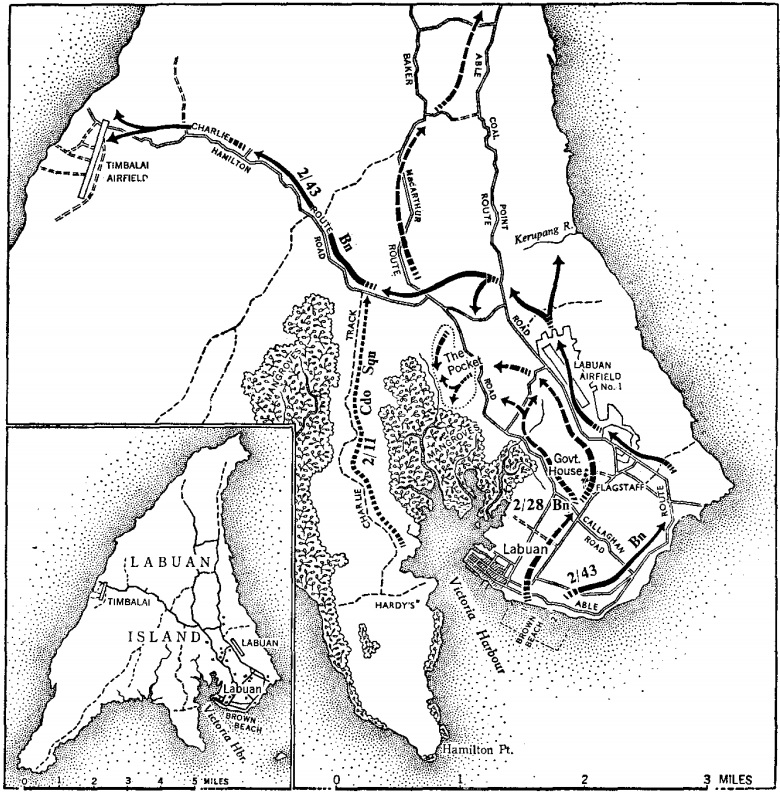
Mapa pokazująca ruchy australijskich batalionów i japońskie pozycje na Labuanie między 10 a 21 czerwca 1945

Japońska pozycja twierdzy miała około 1100 m długości z północy na południe i 550 m szerokości. Teren na tym obszarze składał się z szeregu małych grzbietów pokrytych dżunglą, a pozycja była ograniczona od strony zachodniej i południowej bagnami. Głównymi cechami terenu w obrębie „kieszeni” były trzy obszary wzniesień o nazwane przez Australijczyków Lushington, Norman i Lyon. Były tylko dwie możliwe drogi do tego obszaru. Pierwsza była ścieżką prowadzącą na południe do pozycji wzdłuż grzbietów Lyon i Norman; ta była przejezdna dla czołgów, ale mocno zaminowana. Druga droga była ścieżką biegnącą do wschodniej strony „kieszeni” od MacArthur Road wzdłuż grzbietu Lushington i łączącą się z drugą ścieżką na grzebiecie Norman. Prawdopodobnie początkowo w „kieszeni” stacjonowało około 250 japońskich żołnierzy.
Aby zminimalizować straty swojej brygady, Porter postanowił odizolować „kieszeń” za pomocą dwóch kompanii piechoty, podczas gdy w tym samym czasie przez kilka dni na obszar ten był naprowadzany ciężki ostrzał artyleryjski. Próba zdobycia „kieszeni” miała zostać podjęta dopiero po uznaniu, że Japończycy nie są już w stanie stawiać skutecznego oporu. W ramach tego planu 2/12 Pułk Polowy ostatecznie wystrzelił 140 ton pocisków na „kieszeń” między 15 a 20 czerwca.

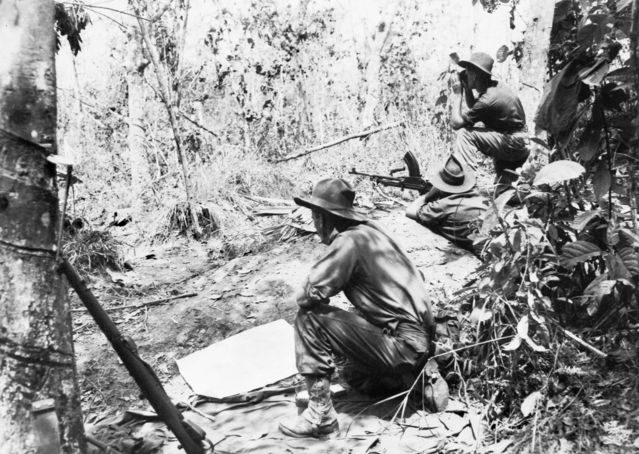
Pozycja karabinu maszynowego Bren 2/43. batalionu

2/28. batalion rozpoznał „kieszeń” 16 czerwca. Poprzedniego dnia patrol 2/11. szwadronu komandosów zgłosił, że szlak wzdłuż grzbietu Lyon będzie przejezdny dla czołgów, jeśli zostanie wypełniony jeden lej po bombie, a rano 16 kompania A z 2/28. batalionu w towarzystwie oddziału trzech czołgów i buldożera zaczęła poruszać się na południe wzdłuż niego. Po tym, jak buldożer wypełnił krater, siły kontynuowały marsz wzdłuż grzbietu Lyon, ale zostały przygwożdżone przez ciężki ogień japońskich wojsk na Eastman Spur na południowy wschód od wzniesienia. Jeden z australijskich czołgów został uszkodzony. Kolejna próba sekcji z 2/11. szwadronu komandosów, aby posunąć się w kierunku Eastman Spur na wschód od kompanii A, również nie odniosła rezultatów, przy czym dwóch Australijczyków zginęło, a jeden został ranny. Kompania A wznowiła swój marsz po południu, wspierana przez nowy oddział czołgów. Trzy czołgi wyprzedziły piechotę i zabiły ośmiu lub dziesięciu Japończyków, ale jeden pojazd został uszkodzony przez ręczną bombę, a inny ugrzązł. Do końca dnia kompania A straciła pięciu zabitych i 23 rannych. Ogółem 150 pacjentów znalazło się teraz pod opieką jednostek medycznych 24 Grupy Brygadowej w ciągu dnia 16 czerwca, co przekroczyło ich wydolność.
Z powodu strat, jakie poniosła brygada 16 czerwca, Porter zdecydował się kontynuować bombardowanie przed podjęciem kolejnych ataków. 18 i 19 czerwca bombardowanie „kieszeni” zostało zintensyfikowane, gdy ciężki krążownik HMAS „Shropshire” ostrzelał ten obszar. Piechota wspierana przez czołgi przeprowadziła kolejne rozpoznanie „kieszeni” 19 czerwca i zabiła 10 Japończyków; trzech Australijczyków zostało rannych. 20 czerwca 2/12 Pułk Polowy przeprowadził szczególnie ciężki ostrzał, a sześć bombowców alianckich zaatakowało „kieszeń”. Porter ocenił, że wystarczy to, aby stłumić opór pozostałych japońskich obrońców i nakazał, aby „kieszeń” została zaatakowana przez dwie kompanie z 2/28. batalionu wspierane przez czołgi (w tym wyposażone w miotacza ognia warianty „Frog” czołu Matilda II) następnego dnia.

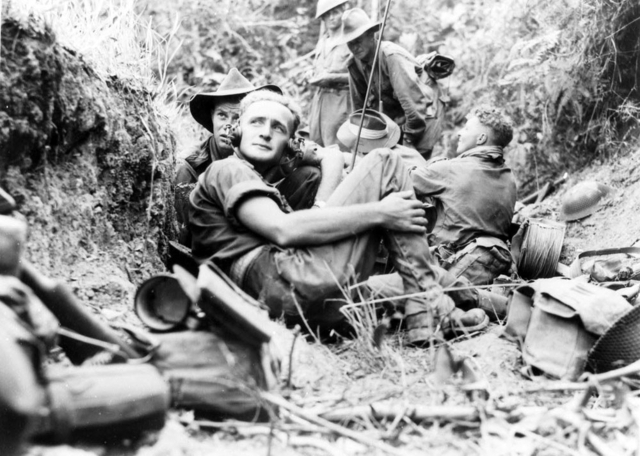
Pozycja sygnalizacyjna australijskiej kompanii piechoty 26 czerwca

Wczesnym rankiem 21 czerwca grupa około 50 japońskich żołnierzy wymknęła się z „kieszeni” i próbowała zaatakować australijskie pozycje na Labuanie. Dzieląc się na mniejsze grupki, Japończycy zaatakowali zagrodę dla jeńców wojennych, doki i pas nr 1, ale wszyscy zostali pokonani przez uzbrojony australijski i amerykański personel logistyczny oraz inżynierów. Łącznie 32 japońskich żołnierzy zginęło wokół Victorii, a kolejnych 11 na lotnisku. W potyczkach tych poległo trzech Amerykanów i dwóch Australijczyków.
Japoński atak nie opóźnił australijskiego ataku na kieszeń. O godzinie 10 rano 21 czerwca kompania C 2/28 batalionu rozpoczęła natarcie na zachód wzdłuż grzbietu Lushington, a kompania D ruszyła na południe od Eastman Spur. Kompania D była wspierana przez oddział trzech konwencjonalnych czołgów Matilda i dwóch z miotaczami ognia. Kompania C pokonała około połowy drogi do „kieszeni”, po czym została zatrzymana przez Normana, który obawiał się, że mogą zostać przypadkowo zaatakowani przez kompanię D, która również czyniła duże postępy. Siły zbudowane wokół kompanii D dokończyły oczyszczanie „kieszeni”, a czołgi z miotaczami ognia odegrały w tym kluczową rolę. Japońscy żołnierze, którzy przeżyli ostrzał artyleryjski, stawiali niewielki opór siłom australijskim. 24 Grupa Brygadowa oceniła, że 60 japońskich żołnierzy zginęło w ostatecznym ataku na „kieszeń”, a 117 w wyniku poprzedzającego go ostrzału artyleryjskiego.
Od 21 czerwca 2/12. szwadron komandosów patrolował tereny peryferyjne Labuanu, aby oczyścić je z wszelkich pozostałych na wyspie sił japońskich; do tego momentu szwadron stanowił część rezerwy 9 Dywizjonu. Każdemu oddziałowi szwadronu przydzielono inny sektor Labuanu i do połowy lipca wykonał on swoje zadanie. Podczas tych patroli szwadron zabił 27 japońskich żołnierzy, głównie w ramach odparcia desperackiego ataku na kompleks BBCAU 24 czerwca, i wziął jednego jeńca. Brytyjski żołnierz, trzech lokalnych policjantów i dwóch cywilów zginęło w tej ostatniej walce na Labuanie. 2/12. szwadron komandosów został następnie skierowany do podjęcia prac topograficznych w celu poprawy jakości map wyspy. Całkowite straty bojowe 24 Grupy Brygadowej podczas operacji wyniosły 34 zabitych i 93 rannych. Australijscy żołnierze naliczyli 389 zabitych Japończyków i wzięli 11 jeńców.

## Następstwa

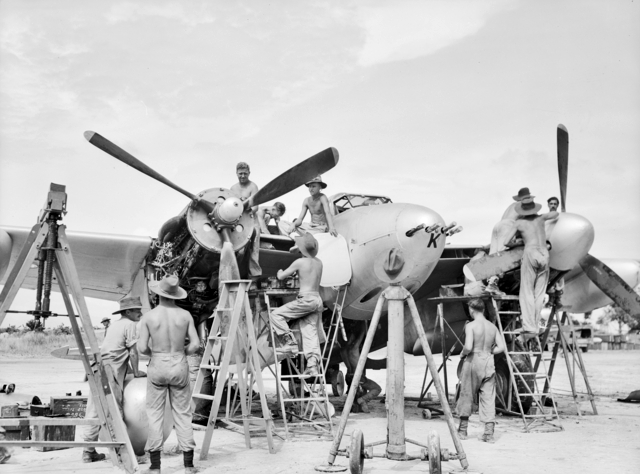
Samolot Mosquito z 1 Dywizjonu konserwowany na Labuanie, sierpień 1945

Proces przywracania pasa nr 1 do użytku przebiegł pomyślnie. Zadanie to powierzono szwadron budowy lotnisk nr 4 i 5. Zbudowano tymczasowy, nieutwardzony pas startowy o wymiarach 1220 na 30 m pod kątem 5° do istniejącego pasa. Pierwsze samoloty RAAF, dwa P-40 Kittyhawk z 76 Dywizjonu, wylądowały na pasie 17 czerwca i rozpoczęły operacje z nowej bazy już następnego dnia. 457 Dywizjon, wyposażony w Spitfire’y, przybył 18 czerwca, chociaż dwa z jego samolotów rozbiły się na wciąż niedokończonym pasie startowym i musiały zostać spisane na straty. Tego dnia jednostki bazujące na lotnisku przejęły odpowiedzialność za zapewnienie wsparcia powietrznego dla jednostek armii na Labuanie i wykonały pierwsze loty bezpośredniego wsparcia powietrznego nad wyspą 19 czerwca. Dwa dywizjony lotnicze Skrzydła 86 – nr 1 i nr 93 – również przybyły na Labuan pod koniec lipca, ale przeprowadziły niewiele operacji z tej bazy do końca wojna. Skrzydło pierwotnie miało przenieść się na Labuan pod koniec czerwca, ale więcej czasu niż oczekiwano zajęło wydłużanie pasa startowego nr 1 do długości potrzebnej dla lekkich bombowców Mosquito z Dywizjonu 1.
Aby przebudować istniejący pas startowy nr 1 jako pas całoroczny, należało wypompować wodę z kraterów po bombach, a następnie zasypać je. Piaskowiec z kamieniołomu położonego na północy Labuanu umieszczono na podłożu z gliny i piasku, a pas startowy przykryto pokruszonym koralem z zachodniego wybrzeża wyspy i uszczelniono bitumem. Pas startowy o długości 1500 m miał 70 utwardzonych miejsc postojowych dla samolotów. W sumie na suchym pasie baza lotnicza mogła pomieścić 140 samolotów. Inżynierowie 9 Dywizji podjęli się również szerokiego zakresu projektów budowlanych na Labuanie. Obejmowały one budowę 33 100 m² powierzchni magazynowej, nowych obiektów portowych, mostów i zbiorników na ropę, a także nawierzchnię dróg o długości 47 km. Budowa nabrzeża dla statków Liberty rozpoczęła się 18 czerwca, co pozwoliło pierwszej jednostce zacumować 10 lipca. Do 20 czerwca uruchomiono nadbrzeżną stację paliwową, a 12 lipca ukończono budowę zespołu zbiorników paliwa z siedmioma zbiornikami o pojemności 270 000 litrów, podobnie jak szpitala na 600 łóżek. Następnie rozpoczęto prace nad szpitalem ogólnym na 1200 łóżek. 2/4. i 2/6. australijskie szpitale ogólne zostały przeniesione z Morotai na Labuan w lipcu, chociaż zaplecze szpitalne tej drugiej jednostki nie zostało ukończone aż do 17 września.

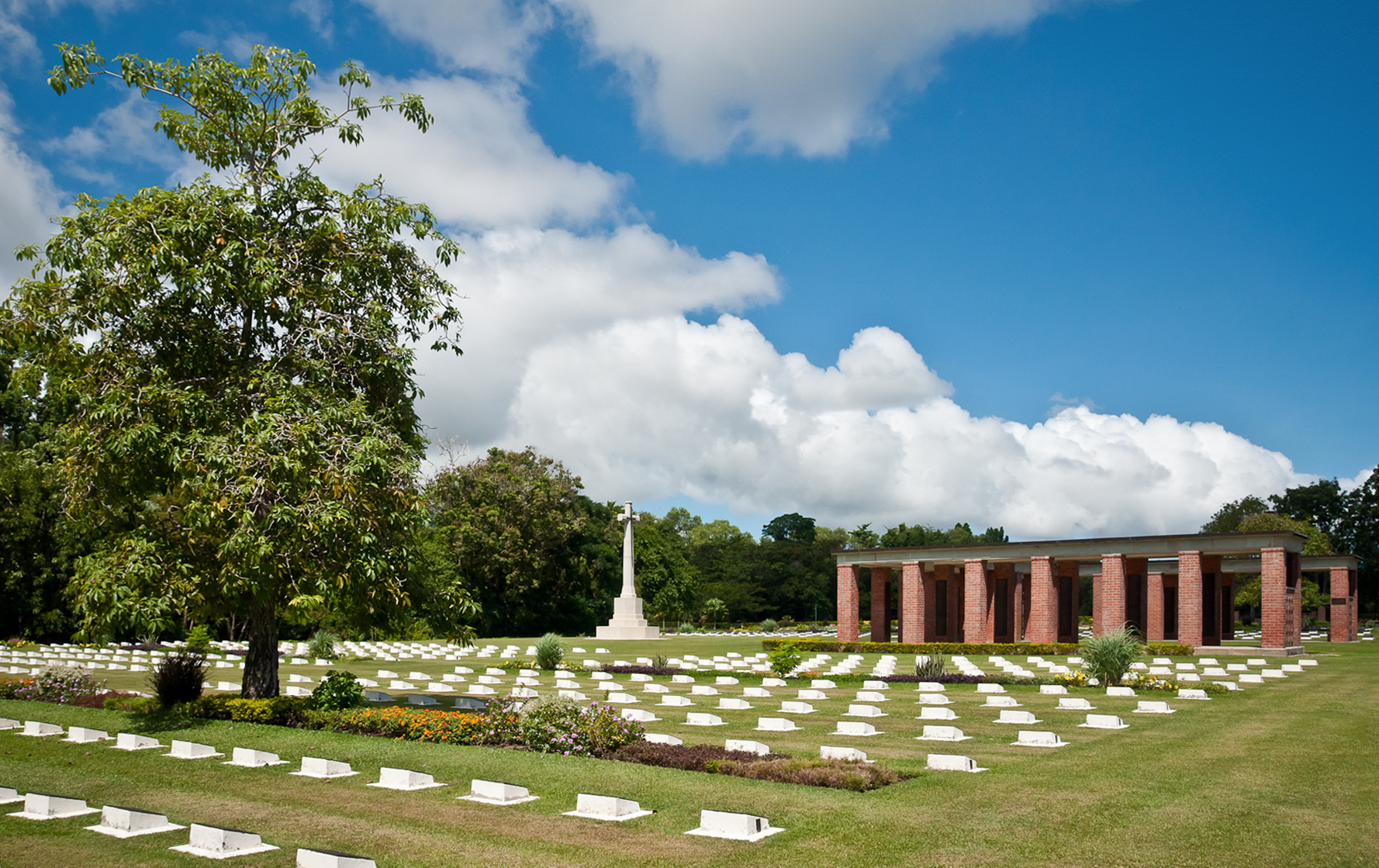
Część cmentarza wojennego na Labuanie, 2011

Po zajęciu Labuanu 24 Grupa Brygadowa otrzymała rozkaz zdobycia wschodniego brzegu Zatoki Brunei. 16 czerwca 2/32. batalion został przetransportowany z Labuanu do Zatoki Padas. Następnego dnia jednostka zdobyła miasto Weston. Pozostała część 24 Grupy Brygadowej została przetransportowana przez zatokę w ostatnich tygodniach czerwca, a siły pierwszego rzutu posunęły się w głąb lądu, aby zdobyć miasto Beaufort, którego broniło od 800 do 1000 żołnierzy japońskich. Po ciężkich walkach miasto zostało zdobyte 28 czerwca. Następnie brygada posunęła się dalej w głąb lądu do Papar na początku lipca. Później tego samego miesiąca dowódca 9 Dywizji, gen. mjr George Wootten, zwolnił Normana z dowodzenia z powodu incydentu, w którym stracił kontrolę nad 2/28. batalionem podczas walk na Labuanie. Po ogłoszeniu kapitulacji Japonii 15 sierpnia 1945 roku i oficjalnej ceremonii w Zatoce Tokijskiej 2 września dowódca japońskiej 37 Armii, gen. mjr Masao Baba, poddał się Woottenowi 10 września w kwaterze głównej 9 Dywizji na Labuanie.
Po wojnie Labuan był jednym z kilku miejsc, w których australijskie wojsko prowadziło procesy w celu osądzenia domniemanych japońskich zbrodniarzy wojennych. W sumie na wyspie odbyło się 16 procesów między 3 grudnia 1945 a 31 stycznia 1946 roku, podczas których skazano 128 osób, a 17 uniewinniono. Na Labuanie został został również założony cmentarz wojenny jako miejsce pochówku wszystkich żołnierzy Wspólnoty Narodów poległych na Borneo lub w jego pobliżu. Znajduje się na nim 3900 grobów, w których większości spoczywają jeńcy wojenni, którzy zginęli podczas przetrzymywania na wyspie przez Japończyków.
Na Labuanie wzniesiono również pomniki upamiętniające jego wojenną historię. Należą do nich Australian Battle Exploit Memorial na Brown Beach, tablica upamiętniająca miejsce kapitulacji 37 Armii oraz japoński park pokoju.